# Улица Герцена (Минск)
Улица Герцена (бел. вуліца Герцэна) — улица в историческом центре Минска, в Верхнем городе. Проходит от пешеходной зоны в районе площади Свободы до Зыбицкой улицы.

## История
Трассировка улицы сформировалась в XVI веке. В конце XVI — начале XVII века она начиналась от площади Нового Рынка (ныне площадь Свободы), пересекала Зыбицкую улицу и вела к Лавскому мосту через Свислочь.
Улица до 1866 года носила название Малой Бернардинской, по монастырю бернардинцев, вдоль которого проходила. В 1866 году переименована в Мало-Монастырскую. После Октябрьской революции получила имя А. И. Герцена.
В XVIІ-XVIІІ гг. улица была вымощена брусчаткой, и это мощение сохранялось до середины XX века. По нечётной стороне улицы располагалась каменная стена монастыря бернардинцев, а в начале улицы — примыкавшие к ней торговые ряды. Первые сведения о каменных домах по чётной стороне улицы относятся к XVIII веку. Современная застройка сохраняется с XIX века.

## Описание
Улица начинается от пешеходной части площади Свободы, у городской ратуши, у её начала примыкает улица Кирилла и Мефодия. Она идёт в восточном направлении, затем поворачивая к северу. С юга примыкает улица Энгельса, с востока — Музыкальный переулок. Нумерация домов ведётся от площади Свободы.

## Примечательные здания и сооружения
По нечётной стороне
- № 1 — Торговые ряды, построены в 1810—1817 гг. архитектором Михаилом Чаховским, памятник архитектуры, номер 712Г000081.
- Комплекс монастыря бернардинцев, памятник архитектуры, номер 712Г000081.

По чётной стороне
- № 2 (угол с Музыкальным переулком, 1) — дом Шадхана, XIX век, памятник архитектуры, номер 711Е000001
- № 4 — дом Эцинген, конец XVIII века, памятник архитектуры, номер 711Е000001
- № 6 — дом Раппопорта, XIX век, памятник архитектуры, номер 711Е000001
- № 8 — здание второй половины XVIII века[1], памятник архитектуры, номер 711Е000001
- № 10 — здание второй половины XVIII века[1], памятник архитектуры, номер 711Е000001
- № 12 (угол с Зыбицкой улицей) — здание 1888 года[1], памятник архитектуры, номер 711Е000001